# Campus Científico-Tecnológico de Linares
El Campus Científico-Tecnológico de Linares es un complejo universitario adscrito a la Universidad de Jaén y ubicado en la ciudad andaluza de Linares (Jaén), España. Entró en funcionamiento en el año 2015 y se trata de un espacio innovador que integra las áreas formativa, universitaria, profesional y ocupacional, así como actividades de I+D+i. En dicho complejo se localizan las nuevas instalaciones de la Escuela Politécnica Superior de Linares, anteriormente ubicada en los emblemáticos edificios de Peritos dentro del casco urbano de la ciudad.

## Historia
El Campus de Linares surgió gracias a un acuerdo de colaboración suscrito en febrero de 2006 entre varias administraciones públicas y la Universidad de Jaén con el objetivo de desarrollar un espacio que englobara la formación, investigación y la iniciativa emprendedora. En el año 2007 se constituyó la Fundación Campus Científico-Tecnológico de Linares, dando así comienzo los trámites para el desarrollo del proyecto y el emplazamiento elegido para la construcción del complejo estaría cerca del polígono industrial Los Rubiales, pues uno de los objetivos es favorecer el desarrollo industrial, integrando a las empresas y la universidad con unos intereses comunes. De esta forma se pretendía impulsar la I+D+i y establecer la transferencia tecnológica con los sectores empresariales.

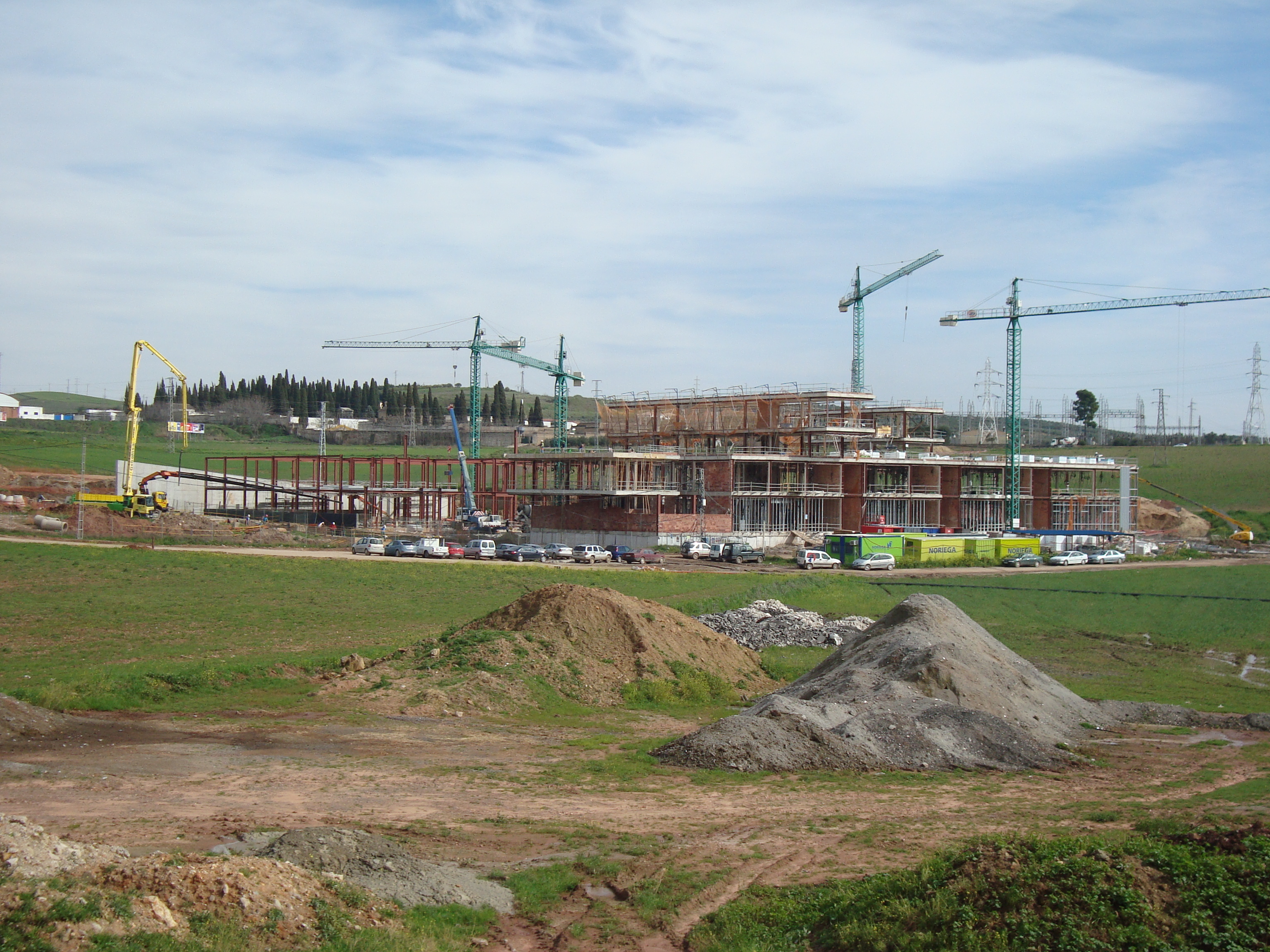
Construcción de los edificios departamental y laboratorios del complejo universitario.

A finales de 2008 comienzan las obras de construcción del pabellón polideportivo que formará parte de las instalaciones del campus y poco después, a comienzos de 2009, dio comienzo la urbanización del área y construcción de los edificios destinados a laboratorios y departamentos, fase que tuvo finalización el primer semestre del año 2010. La segunda fase de las obras se inició a comienzos de 2011, con la edificación del aulario y otro edificio que alojaría la biblioteca y los servicios centrales de la universidad. El campus entró en funcionamiento oficialmente en septiembre de 2015.

## Centros
El complejo universitario está formado por un conjunto de edificios con un diseño moderno y de vanguardia, el cual alberga la Escuela Politécnica Superior de Linares en las nuevas instalaciones.
- Aulario (A). Edificio de 5.141,20 m² repartidos en cinco plantas, destinado a actividades de formación universitaria, profesional y ocupacional.

- Laboratorios Este (L). Edificio de 8.773,75 m² en cinco plantas destinadas a laboratorios docentes y de I+D.

- Laboratorios Oeste (D). Edificio de 6.066,66 m² en cinco plantas, las cuales albergan despachos, seminarios, sala de juntas, así como áreas destinadas a ser vivero de empresas de base tecnológica.

- Transferencia del Conocimiento y Servicios Generales (SG). Edificio de 7.285,99 m² en seis plantas, destinadas a servicios administrativos, biblioteca, Aula Magna, Sala de Grados, cafetería y comedor.

- Pabellón Deportivo (PD). Cuenta con una superficie de 2.479 m² y acoge una pista polideportivo de 30x45 metros, así como los vestuarios y otros espacio comunes. De ese volumen surge, como una pieza superior, una zona de dos gimnasios polivalentes.

- Cámara de Comercio e Industria (CC).

- Incubadora de Empresas (IE). Edificio destinado a ser vivero de empresas

## Oferta formativa
Las titulaciones que se imparten son las referidas a las Ingenierías Técnicas Industriales, de Minas, de Obras Públicas y de Telecomunicaciones, o sus equivalentes en el Espacio Europeo de Educación Superior:

### Estudios de grado
- Doble Grado en Ingeniería Civil y Grado en Ingeniería de Tecnologías Mineras
- Doble Grado en Ingeniería de Recursos Energéticos y Grado en Ingeniería Química Industrial
- Doble Grado en Ingeniería Eléctrica y Grado en Ingeniería Mecánica
- Doble Grado en Ingeniería de Tecnologías de Telecomunicación y Grado en Ingeniería Telemática
- Grado en Ingeniería Civil
- Grado en Ingeniería de Tecnologías Mineras
- Grado en Ingeniería de Recursos Energéticos
- Grado en Ingeniería Mecánica
- Grado en Ingeniería Eléctrica
- Grado en Ingeniería Química Industrial
- Grado en Ingeniería de Tecnologías de Telecomunicación
- Grado en Ingeniería Telemática

### Estudios de máster
- Máster Universitario en Ingeniería de Telecomunicación
- Máster Interuniversitario en Ingeniería de Minas
- Máster Universitario en Ingeniería del Transporte Terrestre y Logística
- Máster Universitario en Industria Conectada
- Máster Universitario en Ingeniería de Materiales y Construcción Sostenible

## Transporte público
El campus está comunicado mediante transporte público con las líneas 2 y 4 del servicio de autobús urbano de Linares.
| Líneas de autobús urbano de Linares con parada en el campus | Líneas de autobús urbano de Linares con parada en el campus |
| Línea                                                       | Trayecto                                                    |
| ----------------------------------------------------------- | ----------------------------------------------------------- |
| 2                                                           | Estación - Pol. Industrial - Estación                       |
| 4                                                           | Villalonga - Residencia - Villalonga                        |